# Adelia ricinella
Adelia ricinella är en törelväxtart som beskrevs av Carl von Linné. Adelia ricinella ingår i släktet Adelia och familjen törelväxter. Inga underarter finns listade i Catalogue of Life.